# Cristina Boico
Cristina Boico, surnommée Boico-Luca ou Luca Boicu selon les sources, née Bianca Marcusohn le 8 août 1916 à Botoșani en Roumanie et morte le 15 avril 2002 à Paris 18e, est une militante communiste roumaine.

## Biographie
Née dans une famille bourgeoise juive, elle s'exile en France pour poursuivre ses études à la Sorbonne à la suite de son expulsion de la faculté de Médecine de Bucarest pour ses activités politiques en 1937.
Lycéenne, elle rejoint le Front démocratique des étudiants, une organisation alignée sur le Parti communiste roumain, et écrit des articles pour des revues sur le mouvement antifasciste international. Comme beaucoup d'autres intellectuels juifs d'Europe de l'Est, elle est attirée par le communisme parce qu'il promet de dissoudre les nationalités, les religions et les ethnies, rendant ainsi la « question juive » sans objet. Ainsi rappelle-t-elle que « le communisme promettait un monde meilleur pour tous et, par conséquent, une véritable libération du peuple juif, permettant l'épanouissement complet de son potentiel. Le communisme était censé apporter une solution démocratique à la question des nationalités. Il est difficile d'imaginer ce que cela signifiait pour nous, jeunes lycéens ».
Elle prend sous le pseudonyme de Monique une part active dans la résistance intérieure française dès le début de l'Occupation. En 1941, Marcusohn rejoint l'Organisation Spéciale-Main-d'œuvre immigrée (OS-MOI), le groupe armé de la Main-d'Œuvre Immigrée, où elle collabore avec Olaso, le responsable technique de l'OS-MOI. Elle est responsable du service de renseignements des FTP-MOI parisiens dès sa création en septembre 1943,,.
En tant que responsable des renseignements, elle sélectionne les cibles des attaques des FTP-MOI, et recueille autant d'informations que possible sur ces cibles pour préparer les combattants. Au cours des seuls six premiers mois de 1943, les FTP-MOI sont responsables de 14 déraillements de trains, 34 incendies ou attentats à la bombe et 43 assassinats à Paris. Les FTP-MOI constituent un groupe d'élite.
Le cloisonnement et la vigilance qui régnait au sein du service de renseignements lui valent d'être le seul service à échapper aux arrestations de l'année 1943, qui conduisirent à la chute de 68 personnes et au procès et à l'exécution des 23 de l'Affiche rouge, dont le chef militaire du groupe d'août à novembre 1943, Missak Manouchian. Cristina est l'un des principales protagonistes de l'« affaire Joseph Davidovitch », conduisant ce dernier dans une planque de Bourg-la-Reine en décembre 1943, où il sera éliminé. Elle devint ensuite responsable aux effectifs pour les FTP-MOI de la zone Nord.
À la fin de la Seconde Guerre mondiale, elle rentre en Roumanie. Cristina Boïco entre dans la presse et la diplomatie, comme directrice au ministère de l'information en 1945-1947, membre de l'ambassade de Roumanie à Belgrade en 1947-1948. Pendant son séjour à Belgrade, elle est l'amie de Milovan Djilas, alors vice-président de la Yougoslavie et bras droit du maréchal Tito. En raison de la rupture Tito-Staline, Cristina Luca est rappelée en Roumanie et travaille au Ministère des Affaires étrangères, au cabinet d'Ana Pauker, de 1948 à 1952.
Elle fut ensuite mise à l'écart par les purges de 1952 qui écartèrent les dirigeants communistes venus de la Résistance et les vétérans de la guerre civile espagnole dans tous les pays du bloc soviétique et dut se « reconvertir » en enseignant à la faculté de biologie et des sciences politiques, où elle enseigna le marxisme. Désillusionnée, elle poursuit ses activités d'édition tout en nourrissant de profonds désaccords avec le régime de Ceaucescu. En 1987, elle revint s'installer en Paris, près de ses enfants André et Olga, et de ses petits-enfants.
Elle est l'épouse du général de la Securitate, ancien responsable des Brigades internationales, Mihail Boico (ro), né Meyer Rosner, et la tante du politologue roumain Vladimir Tismăneanu (en).

## Sources
- Adam Rayski, L'affiche rouge, Comité d'histoire de la ville de Paris, 2009 (lire en ligne), p. 22
- Gavin Bowd, La France et la Roumanie communiste, L'harmattan, 2009 (lire en ligne), p. 36-37
- Femmes et Résistance : Les femmes dans la Résistance: Cristina Boïco, Villeneuve Saint Georges, Collège Pierre Brossolette, juin 1997 (lire en ligne)
- Cristina Boico, "Avec les FTP parisiens" in ANACR, Regards sur la mémoire : Montmartre 1940-1944, 1995, p. 140-188
- Boris Holban, Testament, Calmann-Lévy, 1989
- Patrick Rotman et Christophe Muel, L'affiche rouge (documentaire), France 3, coll. « Les brûlures de l'histoire », 1994